# Fritz Brotzen
Fritz Brotzen, född 25 juni 1902 i Stettin, död 4 augusti 1968, var en tysk-svensk geolog och paleontolog.
Brotzen blev filosofie doktor i Halle an der Saale 1931 på avhandlingen Silursche und devonische Fischvorkommen in Westpodolien. Han anställdes vid Sveriges geologiska undersökning (SGU) 1938, var statsgeolog och museiföreståndare där 1951-64 samt föreståndare för allmänna byrån där 1962-67. Han var FN:s expert och ledamot av Israels geologiska undersökning 1954-55. Han promoverades till filosofie hedersdoktor vid Uppsala universitet 1965. Han författade även Geologiska resultaten från borrningarna vid Höllviken (1945, 1950).